# 滋賀県道303号北船木北畑線
滋賀県道303号北船木北畑線（しがけんどう303ごう きたふなききたばたせん）は、滋賀県高島市を通る一般県道である。

## 概要
高島市安曇川町北船木から高島市新旭町北畑に至る。
湖周道路が全通したため、南船木から北船木までが旧道となった。

### 路線データ
- 起点：高島市安曇川町北船木
- 終点：高島市新旭町北畑（滋賀県道38号太田安井川線）
- 総延長：4.6 km

## 路線状況

### 道路施設

#### 橋梁
- 北川橋（安曇川北流、高島市）

## 地理

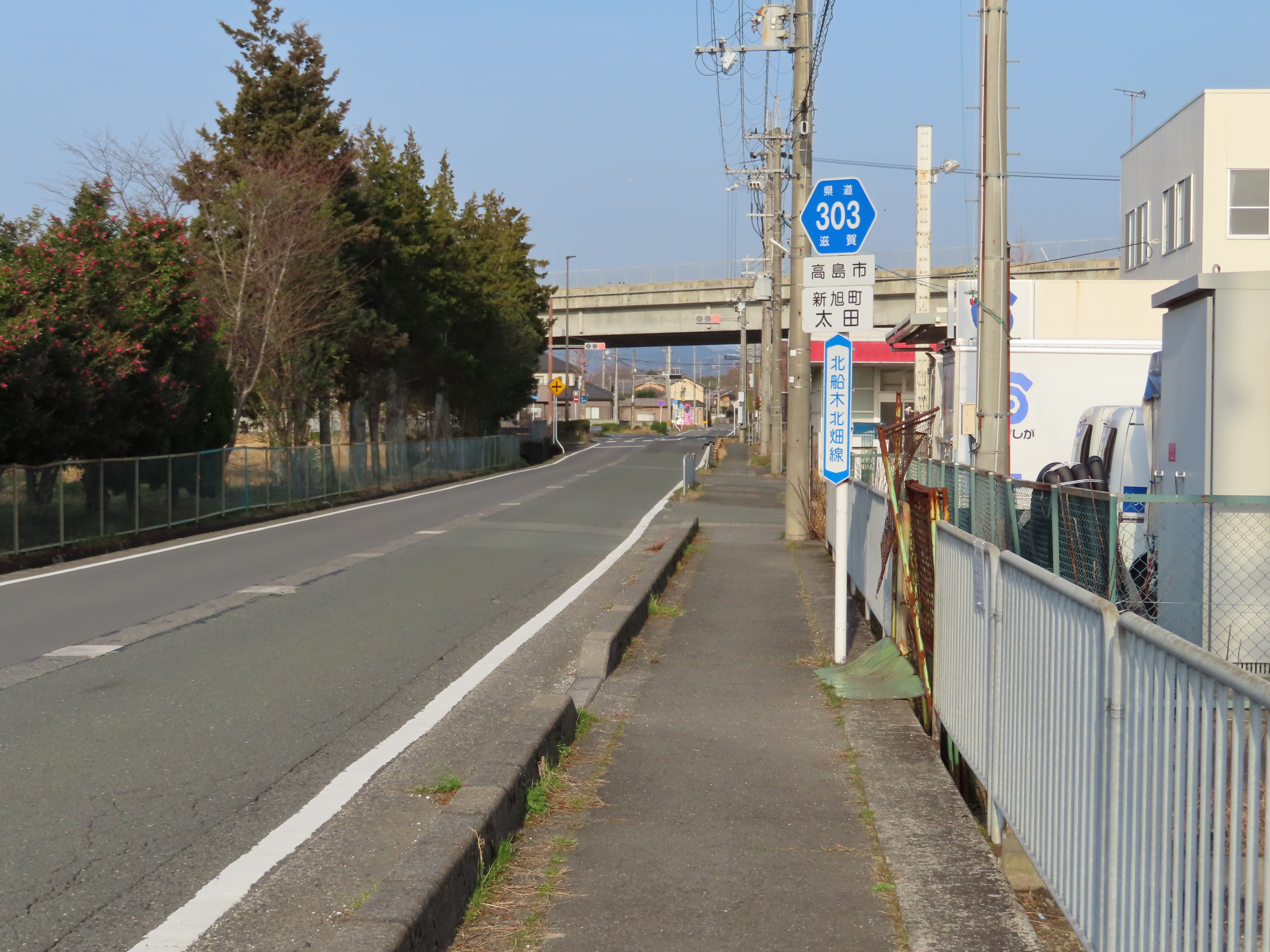
高島市新旭町太田

### 通過する自治体
- 高島市

### 交差する道路
| 交差する道路             | 交差する場所 | 交差する場所     |
| ------------------------ | ------------ | ---------------- |
| 国道161号 / 高島バイパス | 新旭町新庄   | 南小学校前交差点 |
| 滋賀県道38号太田安井川線 | 新旭町北畑   | 終点             |

### 沿線
- 勝専寺
- 大田神社
- 滋賀県立新旭養護学校
- 綾羽高等学校野外活動研修施設
- 高島市立新旭南小学校
- 大善寺